# Triaenostreptus lawrencei
Triaenostreptus lawrencei är en mångfotingart som beskrevs av Hoffman 1971. Triaenostreptus lawrencei ingår i släktet Triaenostreptus och familjen Spirostreptidae. Inga underarter finns listade i Catalogue of Life.